# Tavas (district)
Tavas is een Turks district in de provincie Denizli en telt 53.475 inwoners (2007). Het district heeft een oppervlakte van 1.585,10 km².
De bevolkingsontwikkeling van het district is weergegeven in onderstaande tabel.
| 1997   | 2000   | 2007   |
| ------ | ------ | ------ |
| 62.930 | 60.669 | 53.475 |

## Geboren
- Nihat Zeybekci (Pınarlar, 1961), voormalig minister van Economie